# Nandipha Mntambo
Nandipha Mntambo (* 1982, Mbabane) je jihoafrická umělkyně, která se proslavila svými sochami, videi a fotografiemi, které se zaměřují na ženské tělo a identitu pomocí přírodních organických materiálů. Její umělecký styl byl označen jako eklektický a androgynní. Je známá především svými sochami z hovězí kůže, které spojují lidskou podobu s přírodou.

## Život a vzdělání
Nandipha Mntambo se narodila ve Svazijsku v jižní Africe v roce 1982. Její otec byl metodistický pastor a později se stal biskupem. Jeho povolání umožnilo její rodině během apartheidu žít v bílých čtvrtích, což je aspekt jejího života, který slouží jako vliv na její umění a identitu umělkyně. Před svou uměleckou kariérou bylo její první volbou studium medicíny. Mntambo byla původně inspirována ke kariéře ve forenzní patologii poté, co se vrátila domů ke svým rodinným psům, kteří byli zabiti stalkerem, ale pohled na „mrtvá těla“ se ukázal jako ohromující.  V červnu 2007 absolvovala magisterský titul ve výtvarném umění (s vyznamenáním) na Michaelis School of Fine Art na Univerzitě v Kapském Městě. V současné době žije a pracuje se svou dcerou v Johannesburgu v Jižní Africe. 

## Práce a kariéra

### Sochařská praxe
Mntambo se ve své tvorbě zaměřuje na lidské tělo a organickou povahu identity, využívá především přírodní materiály a experimentuje se sochami, videi a fotografií. Jedním z jejích oblíbených materiálů, který používá ve svých dílech, je kravská kůže, často používaná také jako pokrývka lidských těl – vykostěné sochy – a osciluje tak mezi evokujícími oděvy, které lze libovolně obouvat, a těly, která kdysi obsahovala živé, dýchající, žvýkací bytosti se čtyřmi žaludky. Nápad pracovat s hovězí kůží ji poprvé napadl ve snu a její zájem později vzplál, když chtěla kůži studovat, aby se dozvěděla více o jejích chemických procesech. Kvůli tomu spolupracovala s taxidermistou, aby lépe porozuměla tomu, jak vypalovat kůže.  Mntambo tuto nejednoznačnost přijímá a ráda si pohrává s napětím mezi pohledným a nevzhledným tím, že manipuluje s tím, jak její diváci o dvou aspektech kůže filosofují.
I když jako formu těchto soch používá své vlastní tělo, nemá v úmyslu se výslovně vyjádřit k ženskosti. Mntambo tyto kůže spíše používá ke zkoumání rozdílu mezi zvířaty a lidmi, stejně jako rozdílu mezi přitažlivostí a odporem. Tento aspekt její práce ovlivnil její vnímání současných jihoafrických žen tím, že jí umožnil uvažovat jinak o tělesném ochlupení žen a začala být zvědavá, jak by diváci interpretovali zcela chlupatou ženskou podobu.  Svým uměním Mntambo zpochybňuje tradiční i netradiční genderové role a identitu a narušuje hranice mezi „člověkem a zvířetem, ženskostí a maskulinitou, přitažlivostí a odporem a životem a smrtí“. Řekla:
Mým záměrem je prozkoumat fyzické a hmatové vlastnosti kůže a aspekty ovládání, které mi umožňují nebo mi brání manipulovat s tímto materiálem v kontextu ženského těla a současného umění. Použila jsem hovězí kůži jako prostředek k vyvrácení očekávaných asociací s tělesnou přítomností, ženskostí, sexualitou a zranitelností. Dílo, které vytvářím, se snaží zpochybnit a rozvrátit předsudky týkající se reprezentace ženského těla.“  "Témata konfrontace, ochrany a útočiště se odehrávají zejména ve vztahu k vnitřním konfliktům a pojmům sebelásky/nenávisti. Bronz, Sengifikile, využívá jako základ mé vlastní rysy, ale bere na sebe masku býka. Odkazování na busty hlavy a ramen renesanční tradice zpochybňuji mužské a ženské role ve společnosti a očekávané asociace s ženskostí, sexualitou a zranitelností."

### Fotografie a film
V kontextu své fotografie je Mntambo silně inspirována mytologií a myšlenkou zvířecího a lidského druhu. Často staví sebe jako předmět svých fotografií spolu s ostatními a uvedla, že je pro ni obtížné přesně představit své fotografované subjekty jako skutečné. Někdy jí bylo nepříjemné čelit tomu, co se jí na jejích digitálně upravených fotografiích líbí a nelíbí.
Autorčin film a performance Ukungenisa (2008) je devítiminutové video zachycující umělkyni jako toreadora v opuštěné aréně pro býčí zápasy v Mosambiku; toto je jedno z mála představení, které ve své kariéře vyprodukovala. Hlavním tématem této samostatné produkce pro ni bylo přijít na to, jak se stát bojovníkem, zvířetem a publikem najednou. Výzkum, který provedla před tímto představením, sestával z cest do Španělska a Portugalska v naději, že zastíní toreadory; její zkušenosti však nevycházely podle plánu a najala si choreografa, aby řídil její vystoupení.  Uvedla, že všechna svá dosavadní umělecká díla považuje za spojitá a propojená.

## Výstavy

### Samostatné výstavy
- 2023 | Chimera, Everard Read, Johannesburg, Jižní Afrika
- 2022 | Agoodjie, Everard Read, Kapské Město, Jižní Afrika
- 2022 | Transcending Instinct, Southern Guild, Kapské Město, Jižní Afrika
- 2021 | Agoodjie, Everard Read, Johannesburg, Jižní Afrika
- 2017 | Had, kterého jsi ve mně zanechal, Stevenson, Johannesburg, South Africa Material Value, Zeitz Museum of Contemporary Art Afrika, Kapské Město, Jižní Afrika
- 2015 | Láska a její společníci, Andréhn-Schiptjenko, Stockholm, Švédsko Metamorphoses, Stevenson, Kapské Město, Jižní Afrika
- 2014 | Transience, Stevenson, Johannesburg, Jižní Afrika
- 2013 | Nandipha Mntambo, Zeitz MOCAA Pavilion, V&A Waterfront, Kapské Město, Jižní Afrika Nandipha Mntambo, Andrehn-Schiptjenko, Stockholm, Švédsko
- 2012 | Faena, Oliewenhuis Art Museum, Bloemfontein; Standard Bank Gallery, Johannesburg; Umělecká galerie University of Potchefstroom, Jižní Afrika The Unspoken, Stevenson, Kapské Město, Jižní Afrika
- 2011 | Faena, Národní festival umění, Grahamstown; Metropolitní muzeum umění Nelsona Mandely, Port Elizabeth; Jihoafrická národní galerie Iziko, Kapské Město; Durban Art Gallery, Jižní Afrika
- 2009 | Umphatsi Wemphi, Brodie/Stevenson, Johannesburg, Jižní Afrika The Encounter, Michael Stevenson, Kapské Město, Jižní Afrika
- 2007 | Ingabisa, Michael Stevenson, Kapské Město, Jižní Afrika

### Skupinové výstavy
- 2022 | Ozange, Bienalle současné fotografie, Malaga, Španělsko
- 2020 | Současné ženské identity na globálním jihu, Joburg Contemporary Art Foundation, Jižní Afrika. Matereality, Iziko Jihoafrická národní galerie, Kapské Město, Jižní Afrika.
- 2019 | Ngoma: Umění a kosmologie, Johannesburg Art Gallery, Jižní Afrika.
- 2018 | City Deep, Centrum pro méně dobrý nápad, Johannesburg, Jižní Afrika
- 2017 | Nandipha Mntambo a Per B Sundberg, Galerie Hervé van der Straeten, Paříž, Francie
- 2016 | Dak'Art, 12. bienále Dakar, Senegal – převlek: masky a globální africké umění, Brooklyn Museum, New York, USA; Fowler Museum, UCLA School of the Arts and Architecture, Los Angeles, USA
- 2010 | PEEKABOO: Současná Jižní Afrika, Muzeum umění Tennis Palace, Helsinky, Finsko Ampersand, Daimler Contemporary, Berlín, Německo.
- 2010 | The Beauty of Distance: Píseň o přežití v prekérním věku, 17. bienále v Sydney, Austrálie.
- 2010 | Prostor: Měny v současném africkém umění, Museum Africa, Newtown, Johannesburg, Jižní Afrika
- 2010 | Dak'Art, 9. dakarské bienále, Senegal – Life Less Ordinary: Představení a výstava v jihoafrickém umění, Fotogalerie, Cardiff, Wales Staré dobré časy, Aarhus Art Building, Dánsko
- 2010 | Hautnah: Vlasy v umění a kultuře, Kunstverein Leonberg, Německo Toros! Díla z 19., 20. a 21. století, Galerie Sophie Scheidecker, Paříž, Francie She Devil, Studio Stefania Miscetti, Řím, Itálie
- 2009 | Hautnah: Vlasy v umění a kultuře, Museum Villa Rot, Burgrieden-Rot, Německo
- 2009 | Les Rencontres de Bamako bienále africké fotografie, Bamako, Mali
- 2009 | Life Less Ordinary: Představení a zobrazení v jihoafrickém umění, Djanogly Gallery, Nottingham, UK
- 2008 | bienále Dak'art, galerie ifa, Berlín; Stuttgart, Německo
- 2008 | Číslo dvě: Fragile, kolekce Julia Stoschek, Düsseldorf, Německo Kuckei + Kuckei, Berlín, Německo. Krása a potěšení v jihoafrickém současném umění, Stenersenovo muzeum, Oslo, Norsko

## Ocenění
- 2016: Cena pro tvůrce | Glamour ženy roku v Jižní Africe
- 2014: Užší výběr pro AIMIA | AGO Photography Prize (Kanada)[14]
- 2011: Standard Bank Young Artist for Visual Art
- 2010; Wits/BHP Billiton Fellowship
- 2005: Curatorial Fellowship, Brett Kebble Art Awards
- 2004: Mellon Meyers Fellowship, Michaelis School of Fine Art
- 2003: Mellon Meyers Fellowship, Michaelis School of Fine Art

## Publikace
- Hansi Momodu-Gordon 9 týdnů Stevenson, 2016
- Nandipha Mntambo Standard Bank Young Artist 2011 speciální vydání Stevenson, 2011
- Nandipha Mntambo Standard Bank Young Artist 2011 Stevenson, 2011
- Mntambo, Nandipha, Sophie Perryer a galerie Michaela Stevensona. Setkání. Michael Stevenson, 2009.
- Mntambo, Nandipha. Nandipha Mntambo – Lokalizujem mě, abych tě viděl. Univerzita v Kapském Městě, 2007.
- Mntambo, Nandipha a Sophie Perryer. Nandipha Mntambo: Ingabisa, 16. srpna–15. září 2007. Michael Stevenson, 2007.